# Європейська служба зовнішніх справ
Європейська служба зовнішніх справ (Європейська дипломатична служба) — орган Європейського союзу, створений після набуття чинності 1 грудня 2009 року Лісабонським договором. ЄСЗС розпочала виконання своїх обов'язків 1 грудня 2010 року, і нині виконує обов'язки Міністерства закордонних справ та дипломатичного корпусу на рівні Європейського Союзу.
Європейська служба зовнішніх справ керує зовнішньою політикою ЄС та співпрацює з Європейською комісією з питань, які належать до їх спільної компетенції.
Європейська дипломатична служба є унікальною і незалежною від інших інститутів ЄС, утворена шляхом злиття департаментів зовнішніх відносин Європейської Ради та Європейської комісії. При цьому Європейська служба зовнішніх справ є абсолютно незалежною від цих установ та має власний бюджет.

## Історія
Створення Європейської служби зовнішніх справ вперше було передбачене у Європейській Конституції, яка, однак, так і не набула законної сили. Крім того, були об'єднані посади Єврокомісара з політики безпеки та Єврокомісара зі зовнішніх справ.

Чарльз Грант, директор Центру європейських реформ, зазначив: 
| Ліві лапки | ...нам пропонують диригента без оркестру, або, скоріш, диригент намагається керувати двома окремими оркестрами одночасно. | Праві лапки |

 Після відхилення Конституції цю ідею (з певними змінами) було реалізовано в Лісабонському договорі.
У статті 27 Європейського договору, яка визначає принципи діяльності Європейської служби зовнішніх справ, говорить наступне:
| Ліві лапки | ...при виконанні своїх повноважень, Високий представник повинен допомагати Європейській службі зовнішніх справ. Це повинно включати в себе співпрацю з дипломатичними службами держав-членів ЄС, і має погоджуватися з посадовими особами з відповідних департаментів Генерального секретаріату Європейської Ради та Європейської Комісії, а також з прикомандированими фахівцями з національних дипломатичних служб держав-членів. Організація та функціонування Європейської служби зовнішніх справ встановлюються рішенням Європейської Ради. Європейська Рада діє за пропозицією Верховного представника після консультацій з Європейським Парламентом і після отримання згоди Комісії. | Праві лапки |

Незадовго до набрання чинності Лісабонської угоди Кетрін Ештон була призначена Верховним представником ЄС із зовнішніх справ та політики безпеки. Їй було доручено створити структуру нової Європейської дипломатичної служби. Опісля землетрусу на острові Гаїті в 2010 році) Кетрін Ештон провела засідання іноземних представників при Європейській комісії та Раді Європейського Союзу з метою скоординованої реакції на катастрофу.

## Організація
Європейська служба зовнішніх справ керує зовнішніми зв'язками ЄС, безпекою, оборонною політикою та контролює Об'єднаний Європейський аналітичний центр. Однак, незважаючи на рішення Європейського комісара зі зовнішніх справ та політики безпеки і Європейської дипломатичної служби, остаточне рішення приймається державами-членами та Європейською комісією.
При Європейській дипломатичній службі діє шість географічних департаментів на чолі з керівним директором. Департаменти відповідають за такі географічні зони:
- Африка;
- Азія;
- Південна і Північна Америки;
- Близький Схід і країни «політики Південного сусідства»;
- Росія, країни Східної Європи та Західних Балкан;
- крім того, в складі Європейської служби зовнішніх справ діє департамент глобальних і багатосторонніх питань.[8]

Європейська дипломатична служба також включає в себе відділи безпеки, стратегічного планування, правових питань та правового забезпечення, міжвідомчих зв'язків, зв'язків з громадськістю, внутрішнього аудиту та інспекцій, а також відділ захисту персональних даних.

### Персонал
Персонал Європейської дипломатичної служби комплектується Європейською радою, Європейською комісією та державами-членами Європейського Союзу (держави-члени призначають 33 % співробітників). Крім того, Верховний представник ЄС із закордонних справ і політики безпеки призначає має право призначати частину працівників самостійно.

### Керівництво

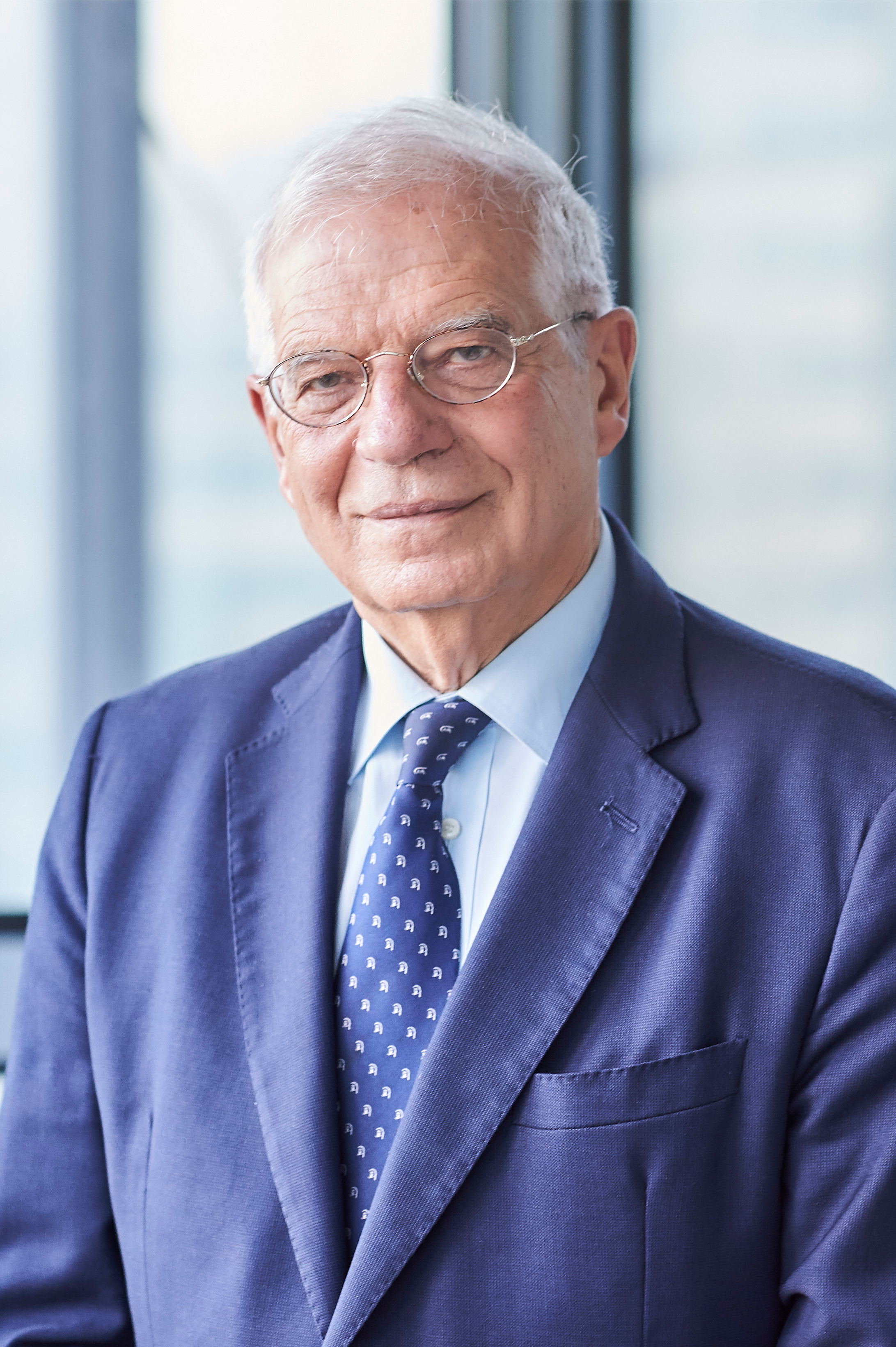
Жозеп Боррель — Верховний представник ЄС із закордонних справ і політики безпеки

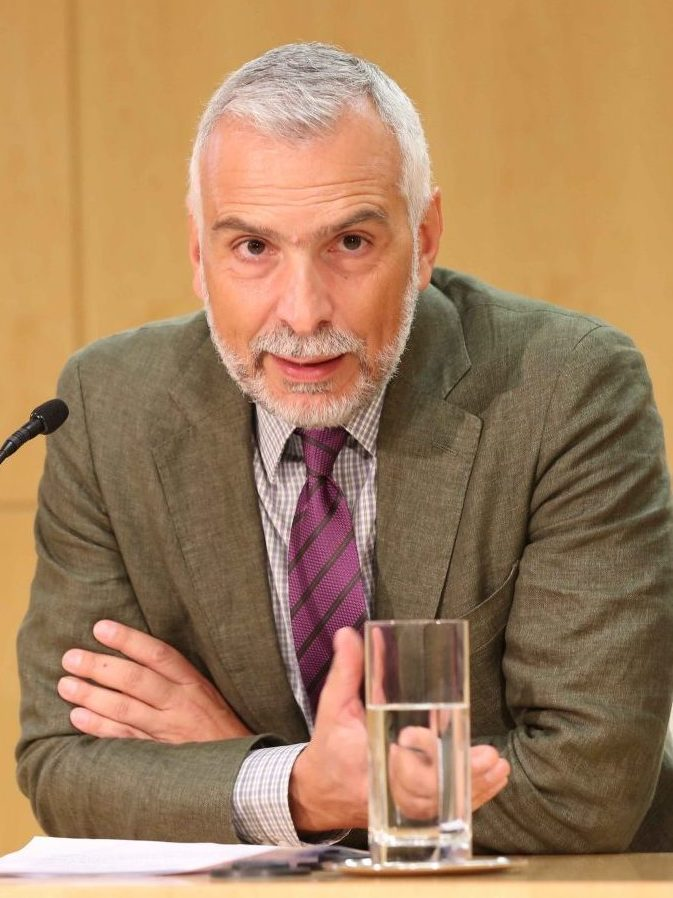
Стефано Санніно — Виконавчий секретар

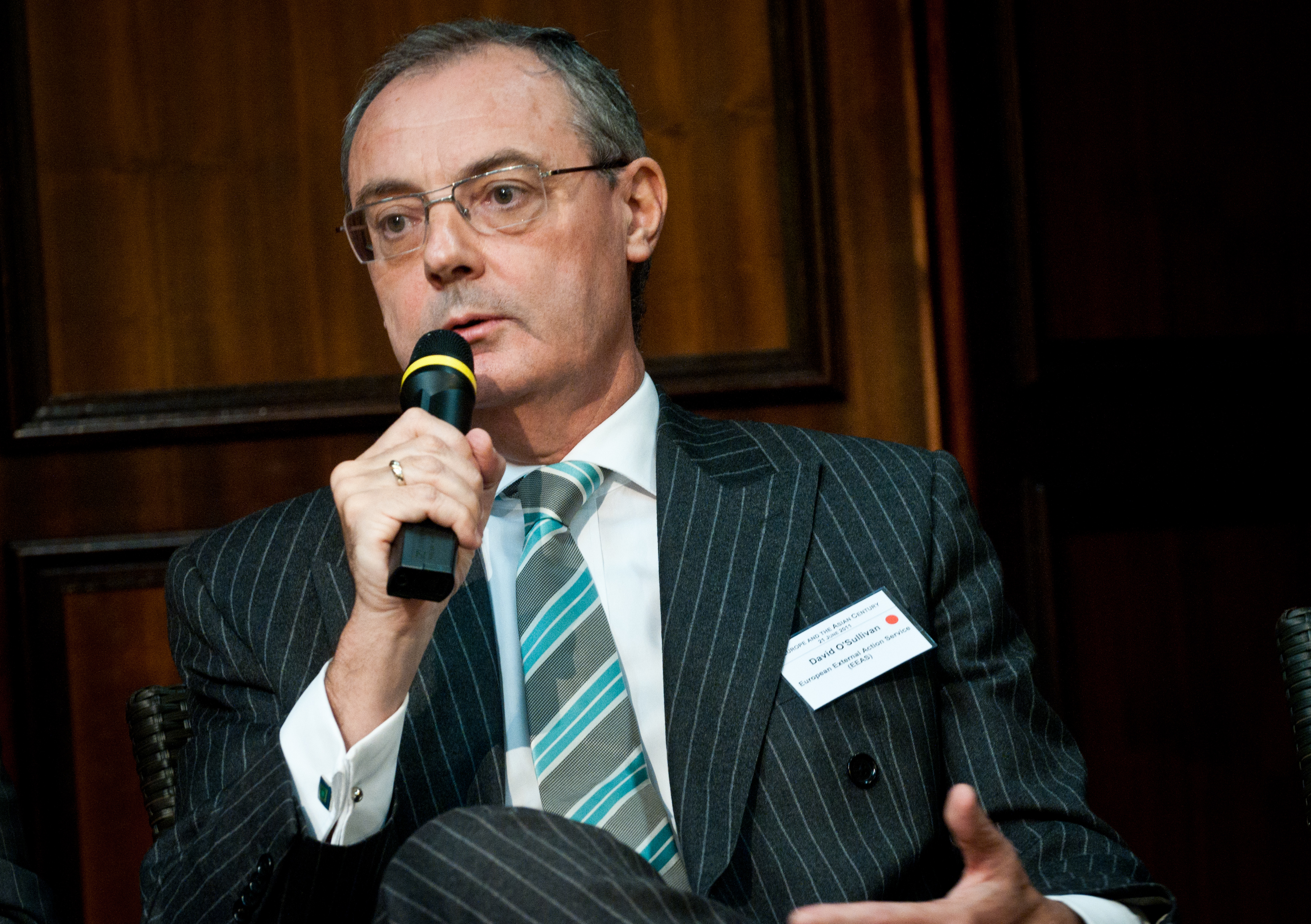
Девід О'Салліван — Головний операційний директор (2010—2014)

Оскільки Верховний представник ЄС із закордонних справ і політики безпеки лише координує діяльність Європейської дипломатичної служби, безпосереднє керування діяльністю ЄСЗС здійснює виконавчий секретар.
Європейська дипломатична служба управляється виконавчим генеральним секретарем, який працює під керівництвом Високого представника. Виконавчий секретар повинен вжити всіх необхідних заходів для забезпечення безперебійного функціонування Європейської дипломатичної служби, в тому числі здійснювати адміністративно-бюджетне управління. Виконавчий секретар повинен забезпечити ефективну координацію роботи відділів у центральній адміністрації, а також із делегаціями держав— Обов'язки виконавчого секретаря 
При виконавчому секретарі Європейської служби зовнішніх справ працює два заступника. Один із заступників генеральних секретарів відповідальний за адміністративні питання (наприклад, співпраця з Європейською комісією), а інший заступник відповідальний за співпрацю з міжнародними делегаціями.
Генеральний секретар також контролює діяльність дочірніх установ (наприклад, Об'єднаний Європейський аналітичний центр) та військового персоналу, відповідальний за внутрішню безпеку, аудит та відділ зв'язків з іншими органами ЄС. Головний операційний директор керує бюджетною та адміністративною діяльністю та координує роботу департаментів
Нижче вказаний перелік посад у Європейській службі зовнішніх справ.
| Посада | Посадовець                                            | Країна                                                | Примітки                                              |
| Корпоративна рада Європейської служби зовнішніх справ                                                                 | Корпоративна рада Європейської служби зовнішніх справ | Корпоративна рада Європейської служби зовнішніх справ | Корпоративна рада Європейської служби зовнішніх справ |
| --- | ----------------------------------------------------- | ----------------------------------------------------- | ----------------------------------------------------- |
| Генеральний секретар                                                                                                  | Стефано Санніно                                       | Італія                                                |                                                       |
| Заступник Виконавчого секретаря з економічних і глобальних питань                                                     | Гелена Кеніґ                                          | Швеція                                                |                                                       |
| Заступник Виконавчого секретаря з політичних питань                                                                   | Енріке Мора Бенавенте                                 | Іспанія                                               |                                                       |
| Заступник Виконавчого секретаря з СПБО та кризових реагувань                                                          | Павел Герчинський (тимчасовий)                        | Польща                                                |                                                       |
| Керуючі директори |                                                       |                                                       |                                                       |
| Керівний директор із питань Азії і Тихоокеанського регіону                                                            | Ґунар Віґанд                                          | Німеччина                                             |                                                       |
| Керівний директор з питань Африки                                                                                     | Рита Ларанджинья                                      | Польща                                                |                                                       |
| Керівний директор із питань Європи і Центральної Азії                                                                 | Ангеліна Ейчгорст (тимчасова)                         | Нідерланди                                            |                                                       |
| Керівний директор із питань Близького Сходу і Північної Африки                                                        | Фернандо Джентіліні                                   | Італія                                                |                                                       |
| Керівний директор із питань Північної та Південної Америки                                                            | Браян Глінн                                           | Ірландія                                              |                                                       |
| Керівний директор із глобальних та багатосторонніх питань                                                             | Лотте Кнудсен                                         | Данія                                                 |                                                       |
| Інші топ-менеджери |                                                       |                                                       |                                                       |
| Голова Європейського військового штабу (також виконує обов'язки голови Військового планування та спроможності (MPCC)) | ген.-лейт. Еса Пулккінен                              | Фінляндія                                             |                                                       |
| Голова у справах цивільного планування і спроможності                                                                 | Вінченцо Коппола                                      | Італія                                                |                                                       |
| Директор Об'єднаного Європейського розвідувального і ситуативного центру                                              | Хосе Казіміро Моргадо                                 | Португалія                                            |                                                       |
| Постійний голова комітету з політики і безпеки                                                                        | Софі Фром-Емерсберґ                                   | Фінляндія                                             |                                                       |
| Директор з міжінституційних зв'язків, координації політики та публічної дипломатії                                    | Олівер Рентшлер                                       | Німеччина                                             |                                                       |

## Бюджет
Бюджет Європейської служби зовнішніх справ складається та контролюється Верховним представником ЄС із закордонних справ і політики безпеки та затверджується Європейським парламентом. Парламент також розглядає бюджет кожної місії ЄС

## Штаб-квартира
Офіс Європейської служби зовнішніх справ розміщений в «Трикутній будівлі» в центрі Брюсселю. Будівля здається в оренду за ціною € 12 000 000 на рік. До переїзду в «Трикутну будівлю» співробітники дипломатичної служби були розквартировані в восьми окремих будівлях, що завдавало € 25 000 000 збитку на рік.
Планувалось розквартирувати службу в будівлі Європейської комісії, де містився нині не існуючий Генеральний директорат з зовнішніх зв'язків. Однак цю будівлю визнали занадто малою. Крім того, це б порушувало образ ЄСЗС як незалежної інституції. З міркувань вартості та безпеки Кетрін Ештон воліла розмістити офіс у будівлі на вулиці Лекс, яка могла бути орендована в Європейської Ради за нижчою ставкою і має підземні тунелі до будівлі Європейської ради та Європейської комісії. Однак для оренди будівлі було необхідно збільшити бюджет служби, а грошей на це не знайшли. У жовтні 2010 року Кетрін Ештон ухвалила рішення про базування служби у Трикутній будівлі.